# کبل (پلزن-جنوبی)
کبل (به چکی: Kbel) یک شهرستان در جمهوری چک است که در ناحیه پلزن-جنوبی واقع شده‌است. کبل ۹٫۲۴ کیلومتر مربع مساحت و ۲۸۲ نفر جمعیت دارد و ۴۴۷ متر بالاتر از سطح دریا واقع شده‌است.